# Marco Iallio Basso Fabio Valeriano
Marco Iallo Basso Fabio Valeriano (latino: Marcus Iallus Bassus Fabius Valerianus; 120 circa – Dacia, 170 circa) è stato un politico e militare romano.

## Biografia
Fu legatus legionis della XIV Gemina, poi legatus Augusti pro praetore (governatore) della Pannonia inferiore tra il 156 ed il 158, consul suffectus nel 160, ancora governatore della Mesia inferiore attorno al 163-164.
Si recò in Oriente per le campagne partiche di Lucio Vero nel 164; con la fine delle campagne orientali, tornò in occidente dove venne nominato governatore della Pannonia superiore a partire dalla fine del 166 al 168/170 (?). Rimane famoso il suo operato per aver condotto nel 167 le trattative di pace con Ballomar, re dei Marcomanni, in rappresentanza di ben undici tribù di barbari.
È possibile che sia morto nel corso dell'invasione del 170, nel corso dello scontro avvenuto nella zona di Vindobona/Carnuntum.